# Recklinghausen Süd
Recklinghausen Süd – stacja kolejowa w Recklinghausen, w kraju związkowym Nadrenia Północna-Westfalia, w Niemczech. Stacja została otwarta w 1870. Znajdują się tu 2 perony. Według klasyfikacji Deutsche Bahn posiada kategorię 5.